# Knyszyna
Knyszyna (Knyszyn) – nieistniejąca już wieś w gminie Suchy Las, w powiecie poznańskim, w województwie wielkopolskim. Obecnie leży na poligonie wojskowym Biedrusko, do którego wieś i tereny przyległe zostały włączone w 1901 r.